# Ersbach
Ersbach ist ein Ort mit insgesamt 63 Einwohnern der Gemeinde Reichshof im Oberbergischen Kreis im nordrhein-westfälischen Regierungsbezirk Köln in Deutschland.

## Lage und Beschreibung
Ersbach liegt westlich von Eckenhagen, die nächstgelegenen Zentren sind Gummersbach (11 km nordwestlich), Köln (61 km westlich) und Siegen (45 km südöstlich). Der an einer nach Mittelagger im Südwesten führenden Talstraße entlang erbaute Ort liegt am Ufer des Ersbachs, der in diesem Nachbarort in die Steinagger mündet.

## Geschichte

### Erstnennung
1509 wurde der Ort das erste Mal urkundlich erwähnt. „Heinrich von Erßbach ist Zeuge bei einem Grenzumgang.“ 
Die Schreibweise der Erstnennung war Erßbach.
| Bevölkerungsentwicklung | Bevölkerungsentwicklung |
| Jahr                    | Einwohner               |
| ----------------------- | ----------------------- |
| 1946                    | 70                      |
| 1991                    | 72                      |
| 2005                    | 71                      |
| 2006                    | 63                      |
| 2008                    | 70                      |
| 2017                    | 67                      |
| 2018                    | 65                      |
| 2019                    | 67                      |